# Tex Ritter (baloncestista)
Goebel Franklin "Tex" Ritter (Richmond, Kentucky, 26 de febrero de 1924-Letcher, Kentucky, 15 de octubre de 2004) fue un jugador de baloncesto estadounidense que disputó tres temporadas entre la BAA y la NBA. Con 1,88 metros de estatura, jugaba en la posición de escolta.

## Trayectoria deportiva

### Universidad
Su etapa universitaria transcurrió jugando con los Colonels de la Universidad de Kentucky Oriental, donde además de en baloncesto, destacó en béisbol, golf y atletismo, viendo su carrera interrumpida por el servicio militar en la Segunda Guerra Mundial, donde participó en las batallas de Guam e Iwo Jima, recibiendo dos corazones púrpura.

### Profesional
Fue elegido en el 1948 por New York Knicks, con los que jugó tres temporadas, siendo la más destacada la última de ellas, en la que promedió 7,3 puntos y 1,9 rebotes por partido, y en la que llegó a disputar las Finales en las que cayeron ante los Rochester Royals en el séptimo y definitivo partido.

#### Estadísticas en la BAA y la NBA

##### Temporada regular
| Temporada | Edad | Equipo          | Liga  | P   | TIT | MIN | TC  | TCA | %TC  | 3P | 3PA | %3P | TL  | TLA | %TL  | R.OF. | R.DEF. | REB | ASIS | ROB | TAP | PER | FP  | PTS |
| 1948-49   | 24   | New York Knicks | BAA   | 55  |     |     | 2.2 | 6.4 | .348 |    |     |     | 1.7 | 2.7 | .623 |       |        |     | 1.0  |     |     |     | 1.3 | 6.1 |
| 1949-50   | 25   | New York Knicks | NBA   | 62  |     |     | 1.6 | 4.8 | .337 |    |     |     | 2.0 | 2.8 | .710 |       |        |     | 0.8  |     |     |     | 1.6 | 5.2 |
| 1950-51   | 26   | New York Knicks | NBA   | 34  |     |     | 2.9 | 8.7 | .337 |    |     |     | 1.4 | 2.1 | .690 |       |        | 1.9 | 1.1  |     |     |     | 1.5 | 7.3 |
| Total     |      |                 | TOTAL | 151 |     |     | 2.1 | 6.3 | .341 |    |     |     | 1.8 | 2.6 | .674 |       |        | 1.9 | 1.0  |     |     |     | 1.5 | 6.0 |
|           |      |                 | NBA   | 96  |     |     | 2.1 | 6.2 | .337 |    |     |     | 1.8 | 2.6 | .704 |       |        | 1.9 | 0.9  |     |     |     | 1.6 | 6.0 |
|           |      |                 | BAA   | 55  |     |     | 2.2 | 6.4 | .348 |    |     |     | 1.7 | 2.7 | .623 |       |        |     | 1.0  |     |     |     | 1.3 | 6.1 |

##### Playoffs
| Temp.   | Edad | Equipo          | Liga  | P  | MIN | TCA | TC | 3PA | 3P | TLA | TL | R.OF. | REB | ASIS | ROB | TAP | PER | FP | PTS | %TC  | %3P | %FT   | MIN | PTS | REB | AST |
| 1948-49 | 24   | New York Knicks | BAA   | 5  |     | 10  | 33 |     |    | 11  | 20 |       |     | 2    |     |     |     | 15 | 31  | .303 |     | .550  |     | 6.2 |     | 0.4 |
| 1949-50 | 25   | New York Knicks | NBA   | 5  |     | 10  | 33 |     |    | 25  | 28 |       |     | 8    |     |     |     | 22 | 45  | .303 |     | .893  |     | 9.0 |     | 1.6 |
| 1950-51 | 26   | New York Knicks | NBA   | 3  |     | 1   | 5  |     |    | 1   | 1  |       | 2   | 0    |     |     |     | 5  | 3   | .200 |     | 1.000 |     | 1.0 | 0.7 | 0.0 |
| Total   |      |                 | TOTAL | 13 |     | 21  | 71 |     |    | 37  | 49 |       | 2   | 10   |     |     |     | 42 | 79  | .296 |     | .755  |     | 6.1 | 0.7 | 0.8 |
|         |      |                 | NBA   | 8  |     | 11  | 38 |     |    | 26  | 29 |       | 2   | 8    |     |     |     | 27 | 48  | .289 |     | .897  |     | 6.0 | 0.7 | 1.0 |
|         |      |                 | BAA   | 5  |     | 10  | 33 |     |    | 11  | 20 |       |     | 2    |     |     |     | 15 | 31  | .303 |     | .550  |     | 6.2 |     | 0.4 |